# Europameisterschaften 1927
Als Europameisterschaft 1927 oder EM 1927 bezeichnet man folgende Europameisterschaften, die im Jahr 1927 stattfanden:
- Cadre-45/2-Europameisterschaft 1927
- Eishockey-Europameisterschaft 1927
- Eiskunstlauf-Europameisterschaft 1927
- Motorrad-Europameisterschaft 1927
- Ringer-Europameisterschaften 1927
- Ruder-Europameisterschaften 1927
- Wasserball-Europameisterschaft 1927